# Mercedes Marti
Mercedes Flavia Martínez Martí, conocida como Mercedes Marti (Buenos Aires, 24 de noviembre de 1964) es una periodista argentina reconocida por su desempeño en la pantalla chica, estuvo al frente de noticieros y de programas periodísticos, siempre con un papel destacado.

## Carrera
Su nombre completo es Mercedes Flavia Martínez Martí y en honor a su madre, también periodista y descendiente del célebre poeta José Martí, comenzó a usar su nombre para ejercer la misma profesión.
De 1984 a 1986 estudio la Licenciatura de Periodismo en el Círculo de la Prensa de Buenos Aires y siendo muy joven comenzó a trabajar en radio y televisión en Buenos Aires.
Sus primeros pasos frente a las cámaras fueron a los diecinueve años como panelista del programa "20 Mujeres" en 1984 conducido por Fernando Bravo y sus primeros trabajos fueron en Radio Splendid y en ATC, actual Canal 7, como asistente de producción del periodista Pepe Eliaschev en su programa "Cable a Tierra" y poco después como productora periodística del Noticiero Nacional conducido por Carlos Campolongo y Mónica Gutiérrez.
Obtuvo una beca para periodistas latinoamericanos y estudió producción de informativos para radio y TV en el Instituto de Radio Televisión Española en Madrid y a su regreso completó su formación estudiando en el Instituto Superior de Enseñanza Radiofónica  (ISER) donde se recibió de locutora nacional en 1990.
Mientras tenía a su cargo la producción de programas periodísticos como "Hoy por Hoy" con Pablo Mendelevich o "El Perro Verde" con Jesús Quintero también se desempeñaba como cronista en "Desayuno" con Daniel Mendoza y en el noticiero del mismo canal con Juan Carlos Pérez Loizeau.
En 1990 se presentó en un casting y fue seleccionada para coconducir el noticiero "Teledía" en Canal 13 junto a César Mascetti y también como cronista de Teleshow con Catalina Dugli y en Telenoche con Mónica Cahen D´Anvers. Acompañó a Luis Otero y a Santo Biasatti en la conducción de los noticieros de Canal 13 y además realizó crónicas internacionales viajando por el mundo para el programa "360 -Todo para ver"  conducido por Sergio Elguezabal.
El 1 de junio de 1993 inauguró la nueva señal de noticias Todo Noticias (TN) junto a Mario Mazzone y en 1995 fue seleccionada para conducir la cadena internacional de noticias "Telenoticias" en Miami, EE.UU. como representante argentina por Canal 13. Allí fue la presentadora del horario central junto a Carlos María Ruiz de España. En 1996 regreso a Todo Noticias como presentadora de TN Central y pocos años después obtuvo su primer premio Martín Fierro como mejor presentadora de noticieros.
Después de 12 años en Canal 13 y Todo Noticias aceptó la propuesta de Daniel Hadad para conducir el nuevo noticiero central de Canal 9 "Telenueve" junto a Claudio Rígoli con quien recibió el Premio Paoli como mejor noticiero internacional en Florida, EE. UU. Desde 2002 hasta 2008 fue presentadora de noticias y programas periodísticos como el ciclo de actualidad llamado "Historias de la Tarde. En 2006 obtuvo otro premio Martín Fierro como mejor labor periodística femenina por "Telenueve" y en 2007 participó del armado del nuevo canal de noticias de C5N conduciendo el noticiero de la tarde.
En Canal Magazine y Canal Metro produjo sus propios programas de entrevistas "La Cita", "Mujer Tenías que Ser", "Destino 2011"  y "Energía hoy "obteniendo dos premios Martín Fierro más por su labor en canales de cable.
En 2008 la contrataron para conducir el noticiero del mediodía junto a Guillermo Andino y comienza a trabajar en el Canal América hasta 2010. En 2011 escribe y publica dos libros para Ediciones Urano, "Comer sano y no morir en el intento"  y "Sentirse joven y no arrugar en el intento"  que son presentados en la Feria del Libro de Buenos Aires y en la Feria del Libro de Miami.
En 2012 comienzan a viajar a Estados Unidos para promocionar sus libros y tramita su visa de "Habilidades Extraordinarias" como periodista que le permite radicarse en Miami junto a su familia donde reside actualmente. En 2013 comienza a producir programas en Actualidad Radio y en NMMiami.com como "Un Lugar en el Mundo" y "Debate en Casa" y paralelamente trabaja para Obvio Media Corp. para medios gráficos de Buenos Aires.También participó en varias ocasiones como periodista invitada en CNN en Español.
En 2016 obtiene su residencia permanente en Estados Unidos y de esta manera decidió sumar una nueva profesión y obtuvo la licencia de bienes raíces en el Estado de la Florida.
También este año participa como panelista en el programa de El Trece, Los Angeles de la Mañana 
, conducido por Angel de Brito
Desde entonces se dedica también a los negocios inmobiliarios y al asesoramiento en inversiones en Intertrust Realty Corp y en Invest DTW Real Estate junto al Broker Eduardo Pérez Orive con oficinas en Miami y en Detroit.

## Televisión
| Período   | Programa                 | Cadena     | Rol        |
| --------- | ------------------------ | ---------- | ---------- |
| 1984      | 20 mujeres               | ATC        | Panelista  |
| 1990      | Teledía 13               | Canal 13   | Conductora |
| 1990      | Teleshow                 | Canal 13   | Cronista   |
| 1991      | 360, Todo para ver       | Canal 13   | Cronista   |
| 1993-2002 | TN Central               | TN         | Conductora |
| 1993-2002 | Telenoche                | Canal 13   | Conductora |
| 1996      | En síntesis              | Canal 13   | Conductora |
| 2002      | Telenueve                | Canal 9    | Conductora |
| 2007      | Noticiero central        | C5N        | Conductora |
| 2008      | La cita                  | Metro      | Conductora |
| 2008      | América Noticias         | América TV | Conductora |
| 2016      | Los ángeles de la mañana | Eltrece    | Columnista |

## Distinciones
- Mejor labor periodística Cable (Premios Martin Fierro de 2000)
- Mejor presentadora de noticias (Premios Martin Fierro de 2005)[16]
- Mejor presentadora de noticias de informativos internacionales en español (Premio Paoli, 2006)[17]
- Mejor labor periodística Cable (Premio Martin Fierro de 2008)[18]